# 聖路加國際醫院
圣路加国际医院（日语：／）是一所由日本聖公會成立的位于日本東京都中央区明石町的私立教學医院，隶属于聖路加国際大学。该医院于1901年設立，当时称圣路加医院（聖路加病院），1917年改现名，1943年因二战的关系改名为大东亚中央医院（大東亜中央病院），战后恢复原名，现在它是东京最大的综合医院之一。
除了名譽院長是活躍於媒體的日野原重明，本院也是最早成立「醫療社會事業科」導入醫務社工常駐的醫院。2005年（平成17年）福井次矢就任院長後，大力推動品質指標並推廣至全國各大醫療院所，同年更獲得國際醫院聯盟表彰。聖路加國際醫院在各大醫院排行中一直名列前茅，並與虎之門醫院等並列為日本最受醫學生歡迎的研修醫院之一。在《新聞週刊》「2021年全球最佳醫院」中排名第18，日本第二，僅次於東京大學醫學部附屬醫院。

## 歷史
- 1874年（明治7年）：蘇格蘭聯合長老教會宣教醫師亨利·福爾茲在東京築地外國人居留地設立健康社築地醫院[9]。
- 1901年（明治34年）: 美國聖公會宣教醫師魯道夫·特斯勒（日语：ルドルフ・トイスラー）收購福爾茲歸國而荒廢的築地醫院建築，為聖路加醫院[10]。
- 1917年（大正6年）：更名為聖路加國際醫院（事業主體：聖路加國際醫道院）[4]。
- 1923年（大正12年）: 關東大地震造成醫院倒塌，80名入院患者移往青山學院（日语：学校法人青山学院）宿舎，之後建設臨時醫院維持診療[9]。新醫院完成後，臨時醫院改為管理棟與與看護專門學校（之後的聖路加看護大學）。
- 1933年（昭和8年）：在日本皇室、日本聖公會、美國紅十字會等資助下，恢復新醫院建設（現在的舊館）[9]。
- 1943年（昭和18年）：依據戰時體制更名為大東亞中央醫院（事業主體：財團法人大東亞醫道院）[9][4]。
- 1945年（昭和20年）：醫院所在的築地、明石町一帶逃過東京大空襲。日本戰敗後恢復舊稱（事業主體更名為財團法人聖路加國際醫院），但被接收成為美軍極東中央醫院，另於現在的國立癌症中心（日语：国立がんセンター）中央醫院所在地開設「聖路加築地分院」[9]。
- 1955年（昭和30年）：美軍返還「本院」[9]。
- 1963年（昭和38年）：附屬的看護專門學校改組為4年制的聖路加看護大學[9]。
- 1992年（平成4年）：位於關東大地震災後臨時醫院院址的新館完成[9]。
- 1995年（平成7年）：地下鐵沙林事件，最近車站築地站是最多受害者的車站。在當時院長日野原重明（日语：日野原重明）積極指示下，本院收治了最多病患[9]。
- 2013年（平成25年）：事業主體財團法人聖路加國際醫院更名為一般財團法人聖路加國際醫療中心（2015年更名為一般財團法人聖路加財團）[4]。
- 2014年（平成26年）：聖路加看護大學改名為聖路加國際大學，本院成為以學校法人聖路加國際大學為事業主體的大學附屬醫院[4]。

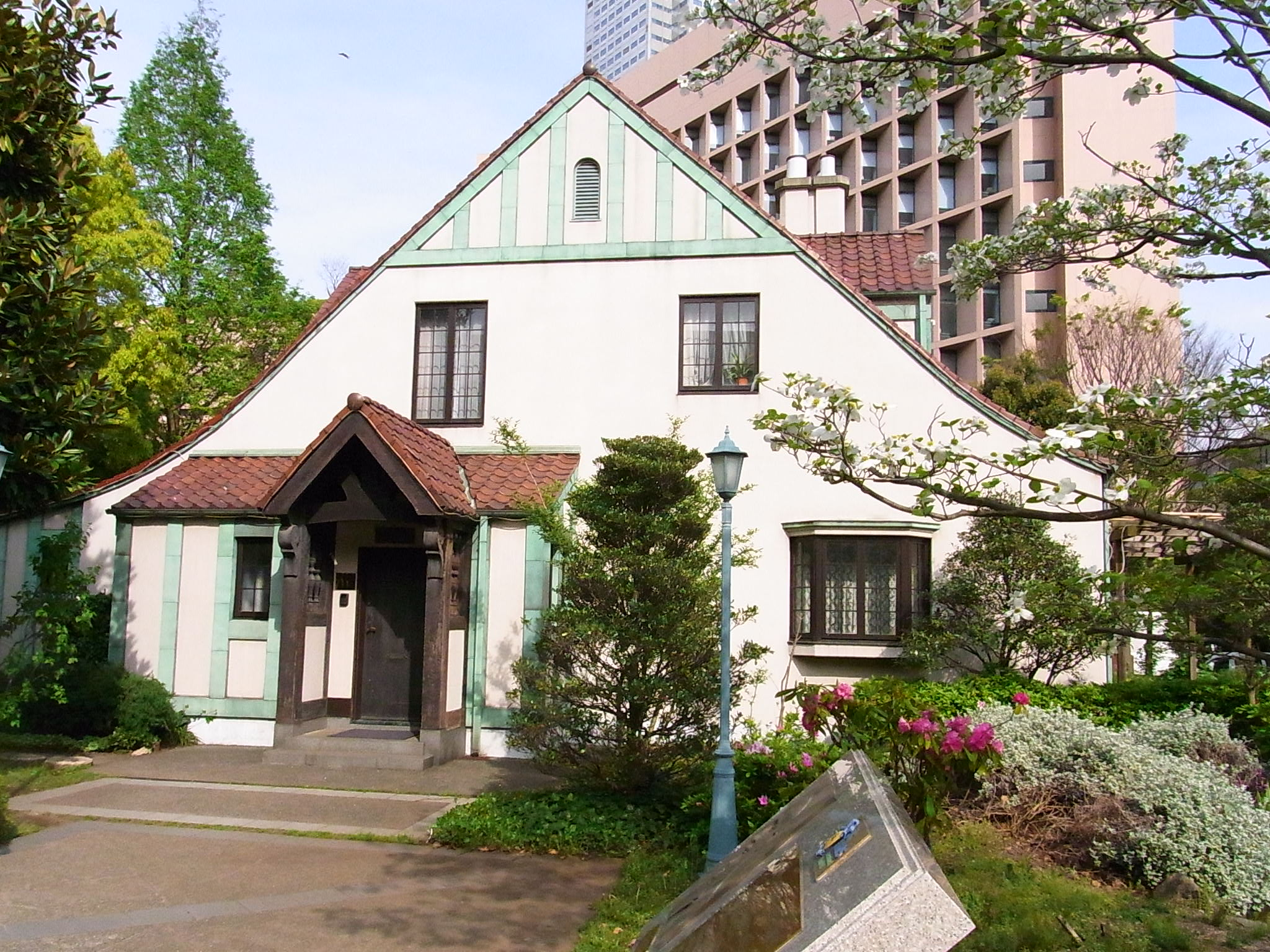
創立者特斯勒醫師的「特斯勒記念館」（2010年4月30日）
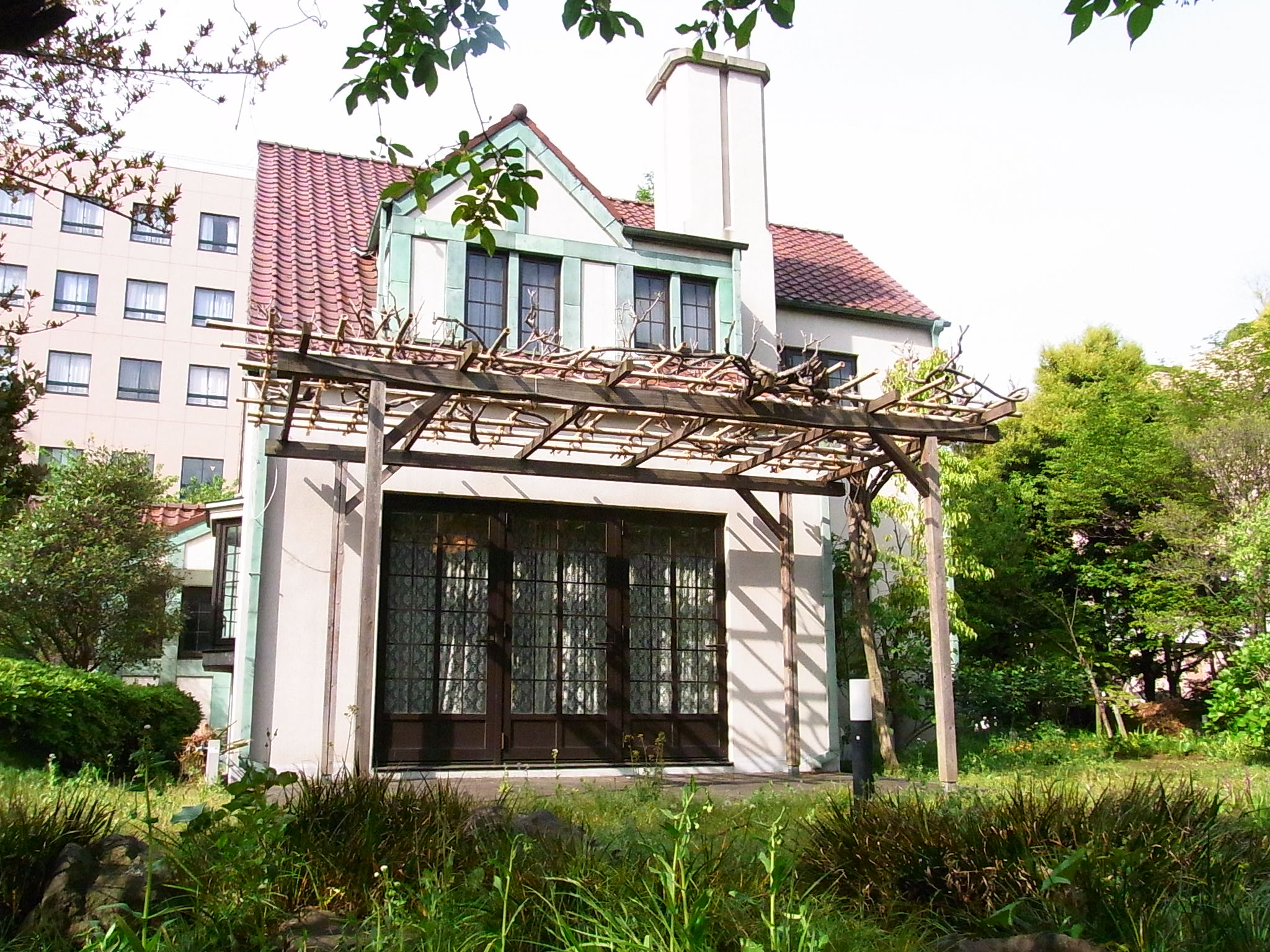
同左（2010年4月30日）

## 設施

### 新醫院棟

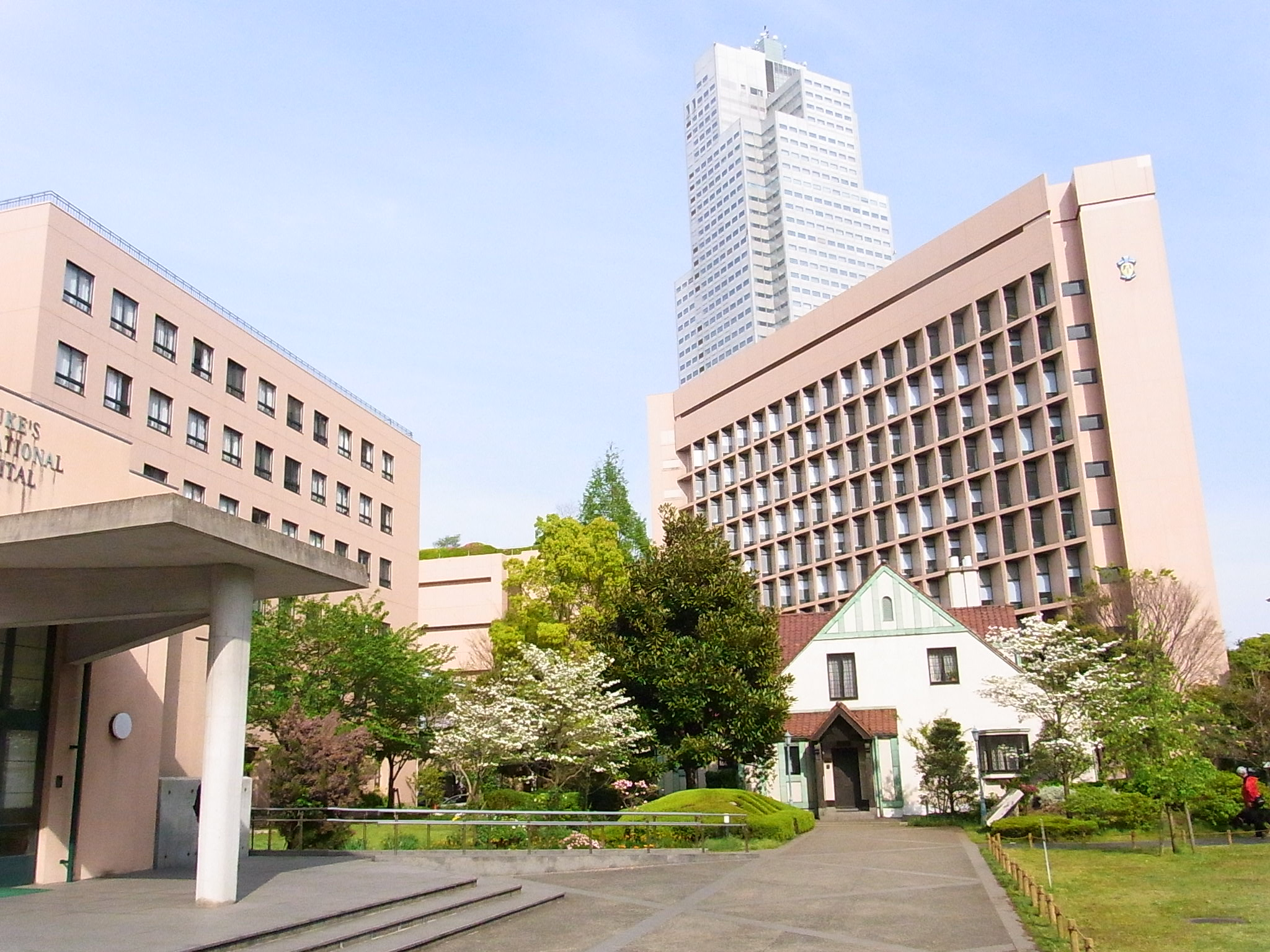
1992年竣工的新醫院棟

又叫「第2街区」，二樓有天橋通往道路對向的「第3街區」聖路加塔。建築由日建設計建造，1992年竣工，原型是美國鹽湖城的圣馬可醫院（St Marks Hospital，1973年建立）。病房考慮到患者的隱私與預防感染，除了小兒病棟、緩和照護病棟、加護病房以外皆採個室設計。
在新醫院移轉後，藥品、物品搬送改由專門人員進行（SPD系統）。另也積極導入電子健康紀錄，2003年（平成15年）上路的第三次系統已幾乎完成無紙化。
當時的常務理事日野原重明以東京大空襲的經驗，並參考瑞典的醫院設計，提出在新醫院棟加入可因應大規模災害等造成大量傷患擴張醫療能量的機能。具體來說，設施內的每個牆面都設有供氧口，小聖堂（禮拜堂）、大廳、會廳、走廊等也具有實施急救醫療的能力。這項提案在當時曾被批評為無用的設計，但在完工後三年的1995年地下鐵沙林事件時成功發揮功效，也成為之後各大醫院的參考對象。
新醫院棟雖然常有電視台訪問或取材，但未曾開放電視劇或電影拍攝。

### 聖路加塔

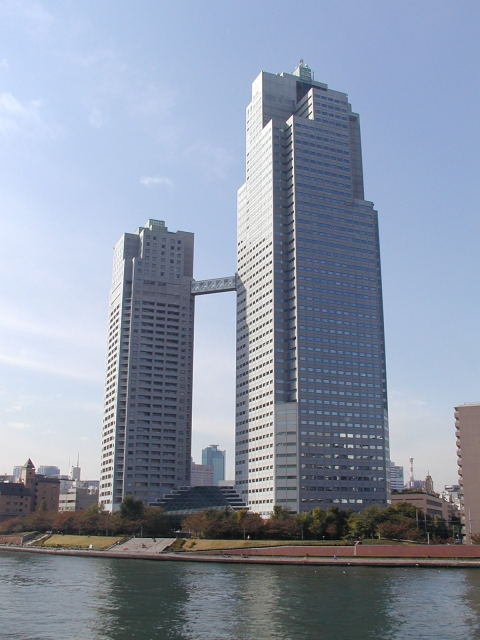
聖路加塔

聖路加塔為雙子塔構造，又稱「第3街区」，是位於隅田川畔的兩座摩天大樓，一棟47層，一棟38層，是東京灣岸天際線的代表建築物之一。
47層建築的3、4樓是預防醫療中心（健康檢查）其上方是出租辦公樓層。過去，大型廣告公司電通的汐留新本社大樓完成前才租下此地。最上層有展望餐廳「Luke」（聖路加之意）。另外，日本電視台與富士電視台設有定點攝影機可轉播東京灣岸情況。另外，日本電視台與富士電視台還設有FPU基地。
38階建築的下部約4分之3樓層是提供醫療服務的住宅設施「聖路加Residence」，最上方約4分之1是銀座格雷斯登飯店。

### 旧醫院棟保留區

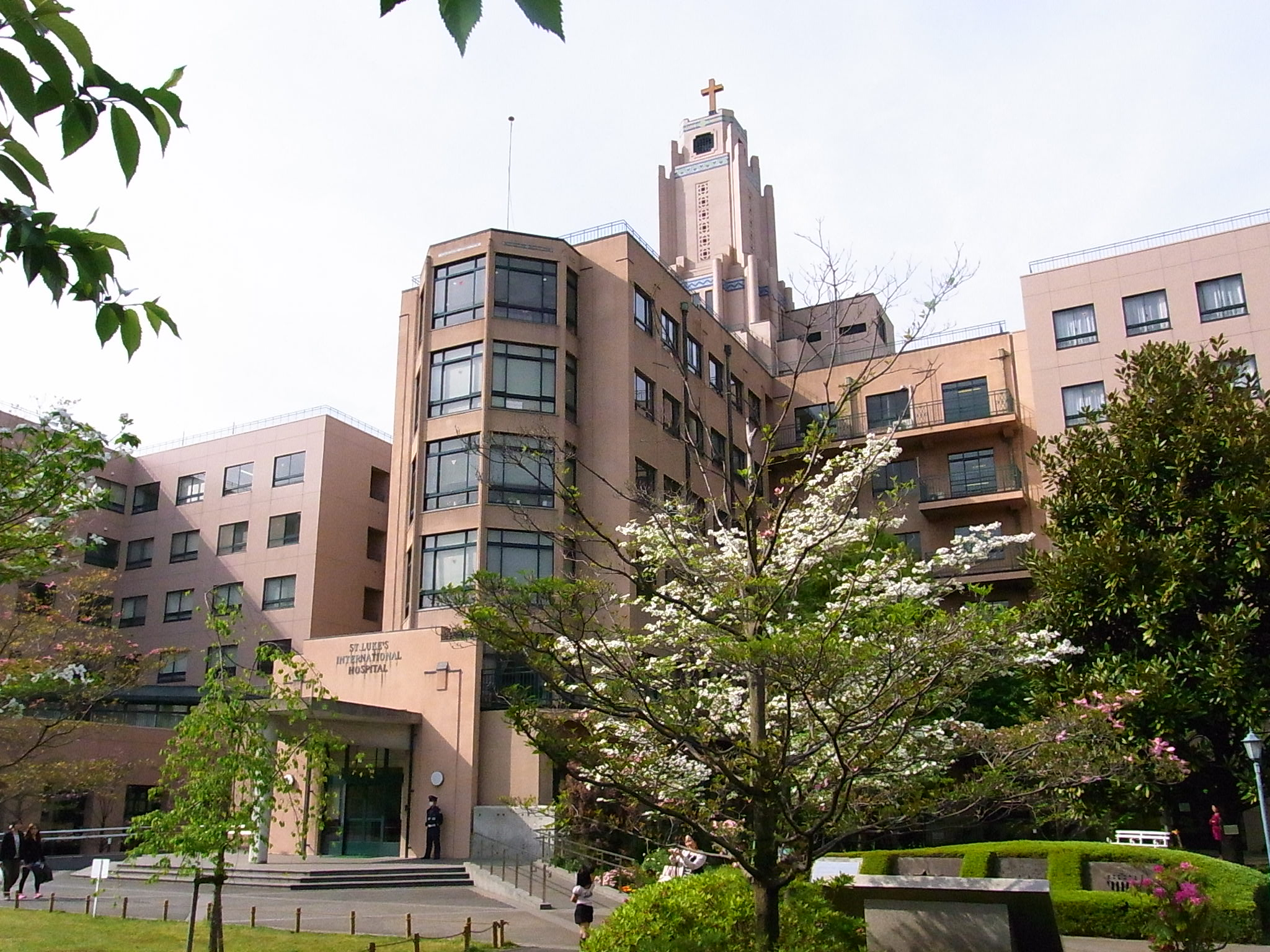
1933年竣工的旧醫院棟

即「第1街区」，歐式風格建築，原型是創院人特斯勒出身地波士頓的麻省總醫院。現已無病房。
禮拜堂的花窗玻璃因預算關係沒有畫上複雜的聖人畫，而是以抽象圖像表現基督教教的殉教歷史。圖像中的漁船與魚除了代表了築地，同時魚也是羅馬帝國迫害基督教時期的教徒暗號，漁船則代表了聖彼得（原為漁夫）。
禮拜堂前的地磚上，有蒼蠅、老鼠等傳播傳染病的動物，以及阿拉丁神燈（迷信的象徵）的浮雕。
移轉新館後，禮拜堂增設管風琴，現在主要做為聖公會禮拜與聖書朗讀會読、管風琴演奏會使用。每日鐘樓會撥放三次（8點30分、12點、18點）讚美詩。

#### 現狀
現在僅保留中央部分。十字架尖塔與禮拜堂保存部分位於中央，左右兩側是與保存部分設計統一的新建建築。左側大部分是聖路加國際大學設施，右側是「小兒綜合醫療中心」等設施。過去右側建築內的「預防醫療中心（健康檢查）」已移至聖路加塔3、4樓。

#### 拆解計畫
醫院整體的再開發事業（聖路加生命科學中心構想）原先是規劃將舊醫院棟全部拆除。但在日本建築學會以安東寧·雷蒙設計的禮拜堂（舊館小聖堂）具有文化重要性為由建議保留後，舊醫院棟小聖堂等中央部分等順利保留。同時，小聖堂及附屬舊醫院棟做為居留地時代的古蹟，獲選東京都選定歷史的建造物。

## 醫院名稱
醫院名取自使徒保羅的同工、新約聖經福音書『路加福音』作者聖人路加。聖路加因《歌羅西書》』提及「親愛的醫生路加」（4章14節），常被用於醫院院名上。
聖路加國際醫院的正式念法為「 Seiruka），但一般民眾仍常念為「 Seiroka）。近年院方積極的宣傳正式念法，電視台報導也改以正式念法介紹。同樣的，相關設施如聖路加國際大學、聖路加花園等正式名稱也都念為「 Seiruka）。
然而，負責營運的學校法人聖路加國際大學、擁有資產的聖路加基金會，兩者在法人登記上的「商號或名稱（振假名）」皆為「 Seiroka）。

## 診療科
| - 一般內科 - 呼吸內科 - 腎臓內科 - 血液內科 - 代謝、內分泌內科 - 神經內科 - 心療內科 - 過敏、膠原病科（成人、小兒） - 感染症科 - 心臟中心 - 循環器內科 - 心臓血管外科 - 消化中心 - 消化、一般外科 - 消化內科 - 預防醫療中心內視鏡科 | - 小兒綜合醫療中心 - 小兒科 - 小兒外科 - Well baby Clinic（嬰幼兒健診） - 胸部外科 - 骨科 - 胸部中心 - 乳腺外科 - 乳腺腫瘤內科 - 放射線腫瘤科 - 女性綜合診療部 - 一般婦科 - 女性外科 - 產科 - 生殖醫療中心 | - 皮膚科 - 泌尿器科 - 整形外科、美容外科 - 眼科 - 腦神經外科 - 牙科口腔外科 - 耳鼻咽喉科 - 精神科 - 救命救急中心 - 國際門診 - 放射線科 - 緩和照護科 - 病理診斷科 - 放射線腫瘤科 - 麻醉科 - 健康檢查科 - 遺傳診療部 | - 臨床檢査科 - 健診內科 - 腎中心 - 復健科 - 訪問看護科 |

## 声誉
2012年（平成24年）7月23日，獲得國際醫療設施認證機構JCI認證。
2014年（平成26年）4月，配合聖路加看護大學改組為聖路加國際大學，原事業主體一般財團法人聖路加國際醫療中心也改為學校法人聖路加國際大學。
2019年（令和元年）發表的Newsweek世界醫院排名中，本院排名日本第2位、世界100位內。
2019年（令和元年）11月，成為日本首座取得美國護理人員認證中心磁吸醫院認證的醫院。
2020年（令和2年）12月1日，成為首座取得特定機能醫院認證的民間綜合醫院。

### 醫療認定
- 臨床研修指定醫院（日语：臨床研修指定病院）
- 東京都災害據點醫院（日语：東京都災害拠点病院）
- 地域癌症診療連攜據點醫院（日语：がん診療連携拠点病院）[20]
- 救命救急中心（日语：救命救急センター）
- 地域周產期母子醫療中心（日语：周産期母子医療センター）
- 愛滋病治療據點醫院（日语：エイズ治療拠点病院）
- 地域型認知症疾患醫療中心（日语：認知症疾患医療センター）
- 日本癌症治療認定醫師機構認定研修設施[21]
- 日本臨床腫瘤學會認定研修設施[22]
- 日本臨床檢査醫學會認定研修設施[23]
- 日本循環器學會認定循環器專門醫師研修設施[24]
- 日本心血管介入治療學會認定研修相關設施（心臟中心、內科）[25]
- 日本血液學會研修設施[26]
- 臨床遺傳專門醫師研修設施[27]
- 日本周產期、新生兒醫學會周產期專門醫師研修指定設施[28]
- 日本神經學會教育研修設施[29]
- 日本腎臟學會研修設施[30]
- 日本外科學會外科專門醫師制度指定設施 [31]
- 日本胸部外科學會指定設施[32]
- 日本形成外科學會專門醫師研修設施（形成外科）[33]
- 日本精神神經學會精神科專門醫師制度研修設施[34]
- 日本皮膚科學會皮膚科研修設施[35]
- 日本小兒科學會小兒科專門醫師研修設施[36]
- 日本超音波醫學會超音波專門醫師研修設施[37]
- 日本病理學會認定醫院[38]
- 日本麻醉科學會認定醫院[39]
- 日本口腔外科學會研修設施（齒科口腔外科）[40]
- 日本老年齒科醫學會認定研修齒科診療設施（齒科口腔外科）[41]
- 日本醫院藥劑師會癌症專門藥劑師研修設施[42]
- 日本醫療藥學會認定藥劑師研修設施[43]

## 先進醫療
- 使用細胞學標本進行基因檢測

## 醜聞、醫療事故
- 2017年5月22日：該院男性牧師（40代）在5月22日於院內牧師候診室抱住並觸碰女患者的胸部。警視廳築地署以涉嫌強制猥褻罪將男牧師移送檢方調查[44]。